# Stockholms skolstyrelse
Stockholms skolstyrelse var en kommunal nämnd med uppgift att handha Stockholms skolväsen.
Stockholms skolstyrelse bildades 1982 genom att Stockholms skoldirektion bytte namn till Stockholms skolstyrelse. Under Stockholms skolstyrelse lydde skolförvaltningen, grundskolor, gymnasieskolor, vuxengymnasier och från och med åren 1991-1994 skolbarnomsorg, sexårsverksamhet, särskola, svenskundervisning för invandrare (SFI-skolan) med mera. Skolstyrelsen upphörde 1 januari 1995 och dess uppgifter övertogs av två nybildade myndigheter, Grundskolestyrelsen och Arbetsmarknads- och utbildningsnämnden. Skolförvaltningen hade lokaler i huset vid Hantverkargatan 15 på Kungsholmen i Stockholm.
I Stockholms stadsarkiv finns Stockholms skolstyrelses arkiv. Skolstyrelsens arkiv innehåller en del handlingar tillkomna före 1982, som är användbara för forskning, till exempel Verksamhetsberättelser och årsberättelser från åren 1862-1994. Vidare finns Stockholms gymnasieskolors kataloger 1877-1995, Stockholms enskilda och övriga skolors kataloger 1925-1986, Handlingar rörande Stockholms skolhistoria, allmänt 1861-1995 och Handlingar rörande skolors i Stockholm historia 1871-1994. Skolornas historia är alfabetiskt ordnade efter skolornas namn.

## Historik
Stockholms folkskoledirektion var en kommunal nämnd med uppgift att handha Stockholms folkskoleväsen och fortsättningsskoleväsen. 1958 bytte Stockholms folkskoledirektion namn till Stockholms skoldirektion. Stockholms folkskoledirektion ersattes av Stockholms skoldirektion den 1 juli 1959 och samtidigt avskaffades skolråden. 1982 bytte Stockholms skoldirektion namn till Stockholms skolstyrelse. 
Stockholms skoldirektion bildades den 1 juli 1958 genom att Stockholms folkskoledirektion omorganiserades. Liksom Folkskoledirektionen var Skoldirektionen en kommunal nämnd med uppgift att handha Stockholms folkskoleväsen och fortsättningsskoleväsen. Stockholms skoldirektionen blev förutom styrelse över folkskolorna även styrelse för flickskolor, praktiska realskolor och statsläroverk. Under 1960-talet överfördes yrkesskolor och kvällsgymnasier till Stockholms skoldirektion. 1982 beslöt kommunfullmäktige att Stockholms skoldirektion skulle ersättas av Stockholms skolstyrelse.